# 殺虫剤

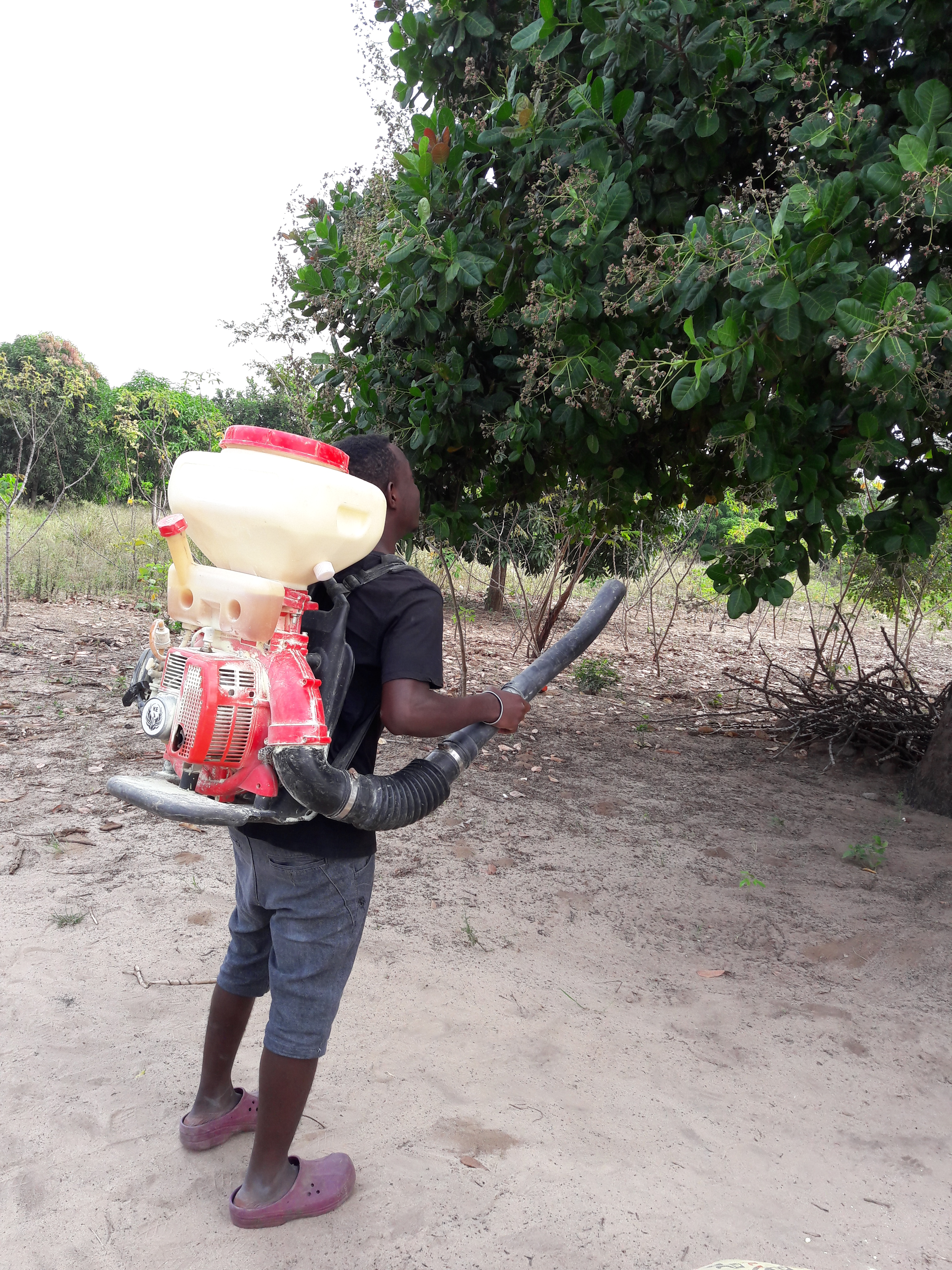
カシューナッツの木に農薬を散布する様子（タンザニア）

殺虫剤（さっちゅうざい、InsecticideまたはPesticide）は、人間や農作物にとって有害な害虫（昆虫を含む動物）を殺す（駆除する）ために使用される薬剤である。広義には殺ダニ剤（Acaricide, Miticide）や殺線虫剤（Nematicide）も含める。殺虫剤には殺卵剤、殺幼虫剤、殺蛹剤、殺成虫剤があり、最も多く使用されるのは、殺幼虫剤と殺成虫剤である。アース製薬では、家庭用の製品について虫ケア用品（むしケアようひん）の呼称を使用している。

## 概要
アブラムシや毛虫など農作物の害虫に対して用いるものは農薬の1種であり、ハエ、カ、ゴキブリなどの感染症に関連する衛生害虫を除するものは防疫用殺虫剤（防除用医薬部外品）と呼ぶ。日本では農薬は農林水産省、防疫用殺虫剤は厚生労働省の管轄である。農業以外で「殺虫剤」と呼ぶ場合、後者の「防疫用殺虫剤」を指す。
農業用殺虫剤は、主に系統と呼ばれる農協か、商系と呼ばれるそれ以外のルートで販売される。一部はホームセンターで入手することもできる。防疫用殺虫剤は缶に入ったエアゾールや蚊取線香などとして広く市販されているものは家庭用で、防除業者向けにもっと強力なものも市販されている。
毒性が高く取り扱いが難しいものについて、農業用・防疫用ともに購入時に印鑑と身分証明書を必要とする。

## 剤型
殺虫剤は原体（有効成分）のまま使用されることは無く、共力剤・希釈剤と混合され、効力を調整されて使用される。

### 液状
- 油剤：原体を白灯油に溶解したもの。変質・分解が少ない。引火性がある。原液のまま、または白灯油で希釈して使用。水溶性容器に封入された水田投げ込み用製剤（なげこみ剤）や、田面水に滴下させて使用するサーフ剤、原液のまま微量撒布装置（ULV）にて使用する微量撒布用剤（農薬登録上も微量撒布用剤）もある。
- 乳剤：原体を有機溶媒に高濃度で溶かし乳化剤を加えたもの。水で希釈して使用する。対象などにより濃度を調整して使用することが可能。原液は引火性がある。樹脂や顔料を含むものもある。防疫用に限り粉末または顆粒状で、水に溶かすと乳液状になるものも含まれる。
- 懸濁剤：水に不溶性の原体を湿式微粉砕し湿潤剤・分散剤・凍結防止剤などの補助剤を加え、水に分散させたもの。有機溶媒による害がない。長期保存で沈殿や結晶の成長が起こる場合がある。フロアブル剤、ゾル剤ともいう。溶媒が有機溶媒のものもある。よく振ってから使用する。農薬登録上は水和剤に分類される。
- エマルジョン剤：原体に乳化剤・凍結防止剤・増粘剤など補助剤を加えて、水中にエマルジョンとして分散させたもの。有機溶媒による害や引火性がない。農薬登録上は乳剤に分類され、多くは商品名がEWで終わる。防疫用などでは水性乳剤とも呼ばれる。より粒子の細かい、マイクロエマルジョン（ME）剤（農薬登録上は液剤）もある。
- マイクロカプセル剤：マイクロカプセル（高分子薄膜で覆った粒径数 - 数百マイクロメートルの微粒子）に原体を封入し水に懸濁させたもの。カプセルが破裂することで効果を発揮し、高分子薄膜の厚さの調整で有効成分の放出速度の調整が可能。水に懸濁させていない固体状のものもある。
- 液剤 : 水溶性の原体を水または水溶性の有機溶媒に溶解したもの。原液のまま、または水で希釈して使用。
- エアロゾル剤：原体を有機溶媒に溶かし高圧ガスと共に耐圧缶に充填したもので、缶より噴出させて使用される。主に家庭用。溶媒が水のもの、一度に全量を噴射するもの、時限式や遠隔操作式の噴射装置に装着し使用するもの、粉末を噴出するもの、二重構造容器を使用し凍傷リスクを軽減したものもある。
- 塗布剤：もっぱら塗布により使用されるもので、他のいずれの剤型にも当てはまらないもの。
- ペースト剤：半固体状のもの。
- ジェル剤：ジェル状のもの。多くは専用ガンに装着しノズル先端より吐出させて使用されるカートリッジ形状で、ペストコントロール業者専売である。

### 固体状
- 粉剤：原体を鉱物性粉末と混合したもので、粉のまま使用する。一般に遅効性であり、また撒布箇所が汚れやすい。家庭用ではパウダーとも呼ばれる。飛散の少ない製剤（ドライフロアブル（DF）剤）、施設栽培で施設内に粉散させるもの（フローダスト（FD）剤）もある。
- 顆粒剤：原体を鉱物性粉末と混合し造粒したもの、または顆粒状の芯材に有効成分を吸着・含浸させたもので顆粒のまま使用されるもの。微粉の飛散が少ない。水溶性フィルムで包装された水田投げ込み用製剤（パック剤・ジャンボ剤）、水稲育苗箱に施用する箱粒剤、より粒径の大きい豆つぶ剤もある。また、粉剤と顆粒剤の中間に位置するものとして微粒剤、微粒剤F、細粒剤および細粒剤Fもある。（農薬登録上はいずれも粒剤、ただし一部のパック剤・ジャンボ剤は剤、また微粒剤、微粒剤F、細粒剤および細粒剤Fは粉粒剤）
- 粉粒剤：俗にいうごましお剤であり、顆粒剤と粉剤の混合剤である。この場合一般に、即効性の原体を粉剤、遅効性の原体を顆粒剤とし、顆粒剤に粉剤を塗すように製剤される。主に土壌兼茎葉処理剤として用いられ、この剤を作物の葉の上から撒布すると、一般に粉が作物体に付着、粒は重力により土壌に落下し、それぞれ作物の葉、根から吸収されて効果を発揮する（または作物体上の害虫、土壌表面や土壌中の潜伏害虫にそれぞれ作用する）。また、防疫用では防虫粒（忌避剤）に殺虫粉をコーティングしたユニークな製剤もあり、これは今いる害虫を駆除した後、しばらくの間その害虫を寄せ付けないというものである。粉剤と顆粒剤の中間に位置するものという意味でも用いられ、農薬登録上の本剤型も左記の意味である。
- 水和剤：原体を4-5マイクロメートルに微粉砕し、界面活性剤と増量剤などの補助剤と混合したもの。水に希釈・懸濁して使用する。水溶性フィルムで包装された製剤（WSB剤）もある。
- 顆粒水和剤：水和剤を粒状にしたもの。微粉の飛散が無いため安全性が高い。ドライフロアブル剤、WDG剤ともいう。農薬登録上は水和剤に分類される。
- 食毒剤（ベイト剤）：食料に原体を混合して生物に食べさせるもの。毒餌。液状、ジェル状、ペースト状のもの、現場で食料と混合して毒餌や毒団子とするもの、容器入りのものもある。広義には、接触毒剤に誘引剤を混合し、生物に触れさせるものも含まれる。本剤型は農薬登録上のものではなく、専ら商品名にのみ用いられる。
- 水溶剤：水溶性の原体を水溶性の増量剤と混合した粉末。水和剤に比べ撒布箇所が汚れにくい。
- 顆粒水溶剤：水溶剤を粒状にしたもの。微粉の飛散が少なく安全性が高い。農薬登録上は水溶剤に分類される。
- 粉末：粉状のもので、他のいずれの剤型にも当てはまらないもの。
- 錠剤：原体を分散剤・発泡剤などの補助剤と混合し打錠したもの。農薬より防疫用に多い。主に水に溶かして使用されるが、水田や浄化槽、排水口、排水溝、側溝、池、水たまりには、そのまま投入される。農薬登録上は、そのまま使用されるものは粒剤または剤、水に溶かして使用されるものは水和剤または水溶剤、両方に使用されるものは剤。
- 複合肥料：原体を肥料と混合したもの。施肥と害虫防除が同時にできる。液状のものもある。
- 剤：他のいずれの剤型にも当てはまらないもの。犬や猫の首に装着され、蚤の駆除に用いられる首輪型殺虫剤（ノミ取り首輪、ノミよけ首輪）や、牛の耳に耳標同様に装着されて寄生虫を駆除する耳標型殺虫剤（いずれも動物用医薬品または動物用医薬部外品）など。

### 気体を蒸散
- 蒸散剤：蒸気圧の高い原体を固体に吸着させたり練り込んだもの、または蒸気圧の高い原体の固体や液体を高分子フィルムで覆って拡散速度を調整したもの。電動式や電熱式の蒸散器を使用するものや蒸気圧の高い製剤の液体を吸収体で吸い上げ、その先端を電熱器で加熱したり送風機等の風力で、または自然に蒸散させるものもある。（農薬登録上はくん蒸剤または剤）
- 燻煙剤：発熱剤・助煙剤を燃焼させる、もしくは水による化学反応などの外部熱源を使用して有効成分を拡散させるもの。それぞれ自熱式、他熱式という。前者のうち、顆粒状のものをくん煙顆粒という。農薬登録上はくん煙剤と表記される。（ただし、成型されたものはくん煙成型剤）
- 昇華剤：昇華性の原体および増量剤を用い打錠されたもので、有効成分を空気中に昇華させるもの。高分子フィルムで覆い、拡散速度を調整して用いる。

## 殺虫剤の効力
殺虫剤の効力の評価法には次のようなものがある。
- 中央致死薬量（median lethal dose, LD50）：生物の半数が致死する有効成分の量。μgで表す場合が多い。
- 中央致死濃度（median lethal concentration, LC50）：生物の半数が致死する有効成分の濃度。mg/lで表す場合が多い。
- 中央ノックダウン時間（median knock-down time, KT50）：生物の半数が仰天するに要する時間。薬剤の即効性の指標。致死ではないので蘇生する場合もある。

## 歴史
人類は、農業を始めた時から害虫と闘っている。
江戸時代には、イネにつくウンカという害虫のせいで、100万人近くの死者がでる大飢饉があったことから、田圃に鯨油を流してから、稲についているウンカをはらい落として窒息死させていた。しかし、鯨油が高価なことから、一般的には神仏に祈っていた。
毒キノコ、タバコ（ニコチンの殺虫効果）やハエドクソウ（植物）の天然物は、古くからウジ殺しなどに用いられた。その中で除虫菊は、選択毒性により人畜に対する毒性が低いので、19世紀から盛んに製造され、日本にも明治時代に導入されて蚊取線香やノミ取り粉として用いられた。
1930年代になると、有機化学の発達により有機塩素系殺虫剤（DDTなど）や有機リン系殺虫剤が開発され、第二次世界大戦後本格的に使われるようになった。しかし有機塩素系は自然界で分解しにくく、動物やヒトの体内に蓄積するため、1960年代から有害性が問題にされ（「沈黙の春」）、その後多くの国家で製造販売が禁止され、あるいは生産が中止された。有機リン系の毒性についても、神経伝達のアセチルコリンエステラーゼを阻害する作用で、人畜に対する毒性の高いものが多かったため、なるべく毒性の低いものを求めて開発が進められた。
その後、カラバルマメの有毒なアルカロイド成分であるフィゾスチグミンを参考にして、有機リン系と同様の神経毒作用をもつカーバメート系殺虫剤が開発され、除虫菊成分（ピレトリン）を基本にした毒性の低いピレスロイド系殺虫剤（家庭用などに多く使われる）やニコチンを基本にしつつ、ニコチンの人間に対する毒性を低下させた、殺虫効力の高いネオニコチノイド系殺虫剤などが開発された。

## 有効成分による分類と作用機序
有機塩素剤（DDT、BHC等、1970年代までに日本ではほとんど禁止）
DDTは、神経軸索のNa+チャンネルに作用し、神経系の情報伝達を阻害する。毒性が強く、生物濃縮が起こる。
有機リン剤（パラチオン、ジクロルボス、マラチオン、フェニトロチオン、アセフェート等）
有機リン剤は神経系の伝達物質アセチルコリンの分解酵素であるアセチルコリンエステラーゼ（AChE）と結合して、その働きを不可逆的に阻害する。このためアセチルコリンが異常に集積したままになり、情報伝達が阻害され死滅する（通常、アセチルコリンは情報伝達を行なった後、AChEにより分解される）。
カーバメート剤（カルバリル、プロポクサー、フェノブカーブ等）
有機リン剤と同様。ただし、アセチルコリンエステラーゼ阻害は可逆的である。残効性は高い。
昆虫成長制御剤（通称IGR剤、メトプレン・ピリプロキシフェン・ジフルベンズロン・ビストリフルロン）
昆虫の変態を利用して、脱皮ホルモンと幼若ホルモンを過剰に投与することによって、成虫にさせず死滅に追い込む。即効性は無い。
ピレスロイド剤（ピレトリン、ペルメトリン、イミプロスリン、エトフェンプロックス等）
ピレスロイド剤は、神経軸索のNa+チャネルに作用し、神経系の情報伝達を阻害する。隙間に入り込んだ害虫を開放空間に飛び出させる「追い出し効果」がある。即効性に優れるが残効性は無い。
ニコチン剤（硫酸ニコチン）
硫酸ニコチンの記事を参照。呼吸・接触・摂食により、虫体に取り込まれニコチン性アセチルコリン受容体に作用して、神経の異常な興奮を引き起こしたままになり、殺虫効果をあらわす。
ネオニコチノイド剤（クロロニコチニル剤）（イミダクロプリド、ジノテフラン、クロチアニジン等）
ネオニコチノイドは、神経系の伝達物質アセチルコリンの受容体に代わりに結合し、アセチルコリンによる情報伝達を阻害する。植物への浸透移行性が高く、食べた害虫が死滅する。残効性が高い。

### IRACの作用機構分類
| 主要グループと 1次作用部位                                                                | サブグループ あるいは代表的有効成分                  | 有効成分 |
| ----------------------------------------------------------------------------------------- | ---------------------------------------------------- | --- |
| 1 アセチルコリンエステラーゼ (AChE) 阻害剤                                                | 1A カーバメート系                                    | アラニカルブ アルジカルブ ベンダイオカルブ ベンフラカルブ ブトカルボキシム ブトキシカルボキシム NAC (カルバリル) カルボフラン カルボスルファン エチオフェンカルブ BPMC (フェノブカルブ) ホルメタネート フラチオカルブ MIPC (イソプロカルブ) メチオカルブ メソミル MTMC(メトルカルブ) オキサミル ピリミカーブ PHC (プロポキスル) チオジカルブ チオファノックス トリアザメート トリメタカルブ XMC MPMC (キシリルカルブ) |
| 1 アセチルコリンエステラーゼ (AChE) 阻害剤                                                | 1B 有機リン系                                        | アセフェート アザメチホス アジンホスエチル アジンホスメチル カズサホス クロレトキシホス CVP (クロルフェンビンホス) クロルメホス クロルピリホス クロルピリホスメチル クマホス CYAP (シアノホス) ジメトン-S-メチル ダイアジノン DDVP (ジクロルボス) ジクロトホス ジメトエート ジメチルビンホス エチルチオメトン(ジスルホトン) EPN エチオン エトプロホス ファンフル フェナミホス MEP (フェニトロチオン) MPP (フェンチオン) ホスチアゼート ヘプテノホス イミシアホス イソフェンホス イソプロピル=O-(メトキシアミノ チオホスホリル)サリチラート イソキサチオン マラソン(マラチオン) メカルバム メタミドホス DMTP (メチダチオン) メビンホス モノクロトホス BRP (ナレッド) オメトエート オキシジメトンメチル パラチオン メチルパラチオン(パラチオンメチル) PAP (フェントエート) ホレート ホサロン PMP (ホスメット) ホスファミドン ホキシム ピリミホスメチル プロフェノホス プロペタムホス プロチオホス ピラクロホス ピリダフェンチオン キナルホス スルホテップ テブピリムホス テメホス テルブホス CVMP (テトラクロルビンホス) チオメトン トリアゾホス DEP (トリクロルホン) バミドチオン |
| 2 GABA 作動性塩化物イオン(塩素イオン) チャネルブロッカー                                  | 2A 環状ジエン有機塩素系                              | クロルデン ベンゾエピン(エンドスルファン) |
| 2 GABA 作動性塩化物イオン(塩素イオン) チャネルブロッカー                                  | 2B フェニルピラゾール系(フィプロール系)              | エチプロール フィプロニル |
| 3 ナトリウムチャネルモジュレーター                                                        | 3A ピレスロイド系 ピレトリン系                       | アクリナトリン アレスリン(アレスリン、d-シス-ト ランス-、d-トランス-異性体) ビフェントリン ビオアレスリン(ビオアレスリン、 S-シクロペンテニル-異性体) ビオレスメトリン シクロプロトリン シフルトリン(シフルトリン、β-異性体) シハロトリン(シハロトリン、λ-、 γ-異性体) シペルメトリン(シペルメトリン、α -、β-、θ-、ζ-異性体) シフェノトリン[(1R)-トランス異性体] デルタメトリン エンペントリン[(EZ)-(1R)-異性体] エスフェンバレレート エトフェンプロックス フェンプロパトリン フェンバレレート フルシトリネート フルメトリン フルバリネート(τ-フルバリネート) ハルフェンプロックス イミプロトリン カデスリン ペルメトリン フェノトリン[(1R)-トランス異性体] プラレトリン ピレトリン レスメトリン シラフルオフェン テフルトリン フタルスリン(テトラメスリン) テトラメスリン[(1R)-異性体] トラロメトリン トランスフルトリン |
| 3 ナトリウムチャネルモジュレーター                                                        | 3B DDT メトキシクロル                                | DDT メトキシクロル |
| 4 ニコチン性アセチルコリン受容体(nAChR) 競合的モジュレーター                              | 4A ネオニコチノイド系                                | アセタミプリド クロチアニジン ジノテフラン イミダクロプリド ニテンピラム チアクロプリド チアメトキサム |
| 4 ニコチン性アセチルコリン受容体(nAChR) 競合的モジュレーター                              | 4B ニコチン                                          | 硫酸ニコチン(ニコチン) |
| 4 ニコチン性アセチルコリン受容体(nAChR) 競合的モジュレーター                              | 4C スルホキシミン系                                  | スルホキサフロル |
| 4 ニコチン性アセチルコリン受容体(nAChR) 競合的モジュレーター                              | 4D ブテノライド系                                    | フルピラジフロン |
| 4 ニコチン性アセチルコリン受容体(nAChR) 競合的モジュレーター                              | 4E メソイオン系                                      | トリフルメゾピリム |
| 5 ニコチン性アセチルコリン受容体(nAChR) アロステリックモジュレーター                      | スピノシン系                                         | スピネトラム スピノサド |
| 6 グルタミン酸作動性塩化物イオン(塩素イオン)チャネル (GluCl) アロステリックモジュレーター | アベルメクチン系 ミルベマイシン系                    | アバメクチン エマメクチン安息香酸塩 レピメクチン ミルベメクチン |
| 7 幼若ホルモン類似剤                                                                      | 7A 幼若ホルモン類縁体                                | ヒドロプレン キノプレン メトプレン |
| 7 幼若ホルモン類似剤                                                                      | 7B フェノキシカルブ                                  | フェノキシカルブ |
| 7 幼若ホルモン類似剤                                                                      | 7C ピリプロキシフェン                                | ピリプロキシフェン |
| 8 その他の非特異的 (マルチサイハロゲン化アルキルト) 阻害剤                                | 8A ハロゲン化アルキル                                | 臭化メチル(メチルブロマイド) その他のハロゲン化アルキル類 |
| 8 その他の非特異的 (マルチサイハロゲン化アルキルト) 阻害剤                                | 8B クロルピクリン                                    | クロルピクリン |
| 8 その他の非特異的 (マルチサイハロゲン化アルキルト) 阻害剤                                | 8C フルオライド系                                    | 弗化アルミニウムナトリウム フッ化スルフリル |
| 8 その他の非特異的 (マルチサイハロゲン化アルキルト) 阻害剤                                | 8D ホウ酸塩                                          | ホウ砂 ホウ酸 オクタホウ酸ニナトリウム塩 メタホウ酸ナトリウム塩 |
| 8 その他の非特異的 (マルチサイハロゲン化アルキルト) 阻害剤                                | 8E 吐酒石                                            | 吐酒石 |
| 8 その他の非特異的 (マルチサイハロゲン化アルキルト) 阻害剤                                | 8F メチルイソチオシアネートジェネレーター            | ダゾメット カーバム |
| 9 弦音器官TRPV チャネルモジュレーター                                                     | 9B ピリジンアゾメチン誘導体                          | ピメトロジン ピリフルキナゾン |
| 10 ダニ類成長阻害剤                                                                       | 10A クロフェンテジン ジフロビダジン ヘキシチアゾクス | クロフェンテジン ジフロビダジン ヘキシチアゾクス |
| 10 ダニ類成長阻害剤                                                                       | 10B エトキサゾール                                   | エトキサゾール |
| 11 微生物由来昆虫中腸内膜破壊剤                                                           | 11A Bacillus thuringiensis と生産殺虫タンパク質      | B.t. subsp. israelensis B.t. subsp. aizawai B.t. subsp. kurstaki B.t. subsp. tenebrionis B.t.作物に含まれるタンパク質 Cry1Ab, Cry1Ac, Cry1Fa, Cry1A.105, Cry2Ab, Vip3A, mCry3A, Cry3Ab, Cry34Ab1/Cry35Ab1 |
| 11 微生物由来昆虫中腸内膜破壊剤                                                           | 11B Bacillus sphaericus                              | Bacillus sphaericus |
| 12 ミトコンドリアATP 合成酵素阻害剤                                                       | 12A ジアフェンチウロン                               | ジアフェンチウロン |
| 12 ミトコンドリアATP 合成酵素阻害剤                                                       | 12B 有機スズ系殺ダニ剤                               | アゾシクロチン 水酸化トリシクロヘキシルスズ(シヘキサチン) 酸化フェンブタスズ |
| 12 ミトコンドリアATP 合成酵素阻害剤                                                       | 12C プロパルギット                                   | BPPS(プロパルギット) |
| 12 ミトコンドリアATP 合成酵素阻害剤                                                       | 12D テトラジホン                                     | テトラジホン |
| 13 プロトン勾配を撹乱する 酸化的リン酸化脱共役剤                                          | ピロール ジニトロフェノール スルフルラミド           | クロルフェナピル DNOC スルフルラミド |
| 14 ニコチン性アセチルコリン受容体(nAChR) チャネルブロッカー                               | ネライストキシン類縁体                               | ベンスルタップ カルタップ チオシクラム チオスルタップナトリウム塩 |
| 15 キチン生合成阻害剤、タイプ0                                                            | ベンゾイル尿素系                                     | ビストリフルロン クロルフルアズロン ジフルベンズロン フルシクロクスロン フルフェノクスロン ヘキサフルムロン ルフェヌロン ノバルロン ノビフルムロン テフルベンズロン トリフルムロン |
| 16 キチン生合成阻害剤、タイプ1                                                            | ブプロフェジン                                       | ブプロフェジン |
| 17 脱皮阻害剤 ハエ目昆虫                                                                  | シロマジン                                           | シロマジン |
| 18 脱皮ホルモン(エクダイソン) 受容体アゴニスト                                            | ジアシル-ヒドラジン系                                | クロマフェノジド ハロフェノジド メトキシフェノジド テブフェノジド |
| 19 オクトパミン受容体アゴニスト                                                           | アミトラズ                                           | アミトラズ |
| 20 ミトコンドリア電子伝達系複合体III阻害剤                                                | 20A ヒドラメチルノン                                 | ヒドラメチルノン |
| 20 ミトコンドリア電子伝達系複合体III阻害剤                                                | 20B アセキノシル                                     | アセキノシル |
| 20 ミトコンドリア電子伝達系複合体III阻害剤                                                | 20C フルアクリピリム                                 | フルアクリピリム |
| 20 ミトコンドリア電子伝達系複合体III阻害剤                                                | 20D ビフェナゼート                                   | ビフェナゼート |
| 21 ミトコンドリア電子伝達系複合体I阻害剤(METI)                                            | 21A METI剤                                           | フェナザキン フェンピロキシメート ピリダベン ピリミジフェン テブフェンピラド トルフェンピラド |
| 21 ミトコンドリア電子伝達系複合体I阻害剤(METI)                                            | 21B ロテノン                                         | デリス(ロテノン) |
| 22 電位依存性ナトリウムチャネルブロッカー                                                 | 22A オキサジアジン                                   | インドキサカルブ |
| 22 電位依存性ナトリウムチャネルブロッカー                                                 | 22B セミカルバゾン                                   | メタフルミゾン |
| 23 アセチルCoAカルボキシラーゼ阻害剤                                                      | テトロン酸およびテトラミン酸誘導体                   | スピロジクロフェン スピロメシフェン スピロテトラマト |
| 24 ミトコンドリア電子伝達系複合体IV阻害剤                                                 | 24A ホスフィン系                                     | リン化アルミニウム リン化カルシウム リン化水素 リン化亜鉛 |
| 24 ミトコンドリア電子伝達系複合体IV阻害剤                                                 | 24B シアニド                                         | 青酸(シアン化カルシウム・シアン化ナトリウム) シアン化カリウム |
| 25 ミトコンドリア電子伝達系複合体II阻害剤                                                 | 25A β-ケトニトリル誘導体                             | シエノピラフェン シフルメトフェン |
| 25 ミトコンドリア電子伝達系複合体II阻害剤                                                 | 25B カルボキサニリド系                               | ピフルブミド |
| 28 リアノジン受容体モジュレーター                                                         | ジアミド系                                           | クロラントラニリプロール シアントラニリプロール フルベンジアミド |
| 29 弦音器官モジュレーター 標的部位未特定                                                  | フロニカミド                                         | フロニカミド |
| UN 作用機構が不明あるいは不明確な剤                                                       | アザジラクチン                                       | アザジラクチン |
| UN 作用機構が不明あるいは不明確な剤                                                       | ベンゾキシメート                                     | ベンゾメート(ベンゾキシメート) |
| UN 作用機構が不明あるいは不明確な剤                                                       | ブロモプロピレート                                   | フェニソブロモレート(ブロモプロピレート) |
| UN 作用機構が不明あるいは不明確な剤                                                       | キノメチオナート                                     | キノキサリン系(キノメチオナート) |
| UN 作用機構が不明あるいは不明確な剤                                                       | ジコホル                                             | ケルセン(ジコホル) |
| UN 作用機構が不明あるいは不明確な剤                                                       | GS-オメガ/カッパ HXTX-Hv1a ペプチド                  | GS-オメガ/カッパ HXTX-Hv1a ペプチド |
| UN 作用機構が不明あるいは不明確な剤                                                       | 石灰硫黄合剤                                         | 石灰硫黄合剤 |
| UN 作用機構が不明あるいは不明確な剤                                                       | ピリダリル                                           | ピリダリル |
| UN 作用機構が不明あるいは不明確な剤                                                       | 硫黄                                                 | 硫黄 |

## 殺虫剤の問題
- 同じ作用点の殺虫剤を連用すると、害虫が薬剤抵抗性を獲得することがある（害虫の場合は「耐性」とはいわない。殺菌剤に対する病原菌の場合は「耐性」と「抵抗性」の両方の語を用い、かつ意味が違う）。
- 駆除する目的の生物だけでなく、益虫も殺す薬剤もあるため、生態系に与える影響や経済的損失（カイコ、ミツバチ）に注意が必要である。場合によっては、害虫より天敵のほうが死んでしまい、かえって害虫が増えることもある（リサージェンス）。それによる問題で、世界では規制されているが、日本国内では研究が進んでいないため規制はない。
- 殺虫剤の多くでは、昆虫などの生理機能によく反応する反面、哺乳類などには影響が少ない物質が選択される傾向が強い（完全に無害とは限らない）。家庭用殺虫剤では、特に安全性の高い物質が利用されるため、余程過剰に使用しない限りは問題がないが、農業や林業で用いられる殺虫剤は、高濃度で保管され、必要に応じて希釈される。この際原液に誤って触れたり、または撒布直後に触れるなどして薬物中毒を起こす事故もしばしば発生している。農業・林業関係者や防除業者が使用する薬剤に、長い時間触れることで中毒する事故も後を絶たない。家庭内にある製品でも誤飲などの事故がおこりうるが、故殺目的で乱用されたケースも少なくない。ナチスがユダヤ人強制収容所で虐殺に用いた毒ガス・ツィクロンBも、元々は殺虫剤として開発されたものである。
- エアロゾル式の家庭用殺虫剤は、ケロシンが封入されており、広義の石油製品で可燃性もあるため、火に向かって噴射すると炎上する。またガス警報器などが誤動作する場合がある。その一方で燻煙式殺虫剤は、薬剤が白煙となって立ち上るため、火災報知機が誤作動するほか、火災と誤解されることがある。年数件程度は、燻煙式殺虫剤による消防への通報がローカルニュースになる。

## 市販品としての殺虫剤
ホームセンターやドラッグストアで市販されている殺虫剤は、家庭用殺虫剤で、比較的毒性が低い成分を使用している。主な用途は、日常生活において害が強いゴキブリ、蚊、ハエ、ダニを防除するためのものであるが、これにネズミ駆除、犬猫忌避などを加えたカテゴリーを、家庭用殺虫剤と呼んでいる。中には殺虫成分を含まない駆除目的の関連商品（捕獲器など）もあり、必ずしも化学品だけではない。
主な種類を次に挙げる。ただし既に発売中止の商品も含まれており、花王のキスカ、大正製薬のワイパアなどは絶版となっていて、花王や大正製薬は、殺虫剤事業から撤退している。また、白元も白元アースとなった際に、アース製薬に殺虫剤事業を集約している。
- エアゾール剤（キンチョール・アースジェット・フマキラーA、ワイパア殺虫ゾルなど。また、ワンプッシュ持続性タイプの蚊除けスプレーも市販されるようになっている）
- 蚊取線香（金鳥の渦巻・アース渦巻・フマキラー蚊とり線香・その他、ライオンケミカル、児玉兄弟商会など。薬事法では「燻煙剤」に分類される。線香の技術を借用した香りつきのもの、天然除虫菊使用のもの、ペット対応のものなどもある）
- 電子（電気）蚊取（リキッド式=アースノーマット・ベープリキッド・キンチョウリキッドなど。マット式=ベープマット・ワイパア蚊とりマット・金鳥かとりマットなど。専用の器具で薬剤を加熱、蒸散させる）
- 燻煙剤（蚊取線香、医薬品=バルサンSXジェット・キンチョウジェット・ワイパアジェットなど。雑貨=バルサンカメムシジェットなど）
- 燻蒸剤（アースレッド・水ではじめるバルサン・フォグロンなど）
- 樹脂蒸散剤（バポナ殺虫プレート、ワイパア殺虫プレート、パナプレートなど。医薬品劇薬扱い）
- 粉剤（バルサンパウダー・ダニアースパウダー・キンチョールパウダー・大正粉剤・バポナわらじ虫用など）
- 液剤（強力フマキラー・アース・キンチョール液など）
- 虫除け剤（不快害虫を寄せ付けないようにするもので、殺虫目的ではない。置き型、吊り型など。関西ペイントは室内壁にピレスロイド系の薬剤を含む塗料を開発している[3]）
- ベイト剤（baitとは餌、囮のこと。殺虫成分を練り込んだ食料で、虫に食べてもらうことで成分を体内に取り入れる）、ホウ酸製剤、フィプロニル製剤、ヒドラメチルノン製剤、フェニトロチオン製剤等（コンバット、ワイパアG1、ゴキブリワイパア、バルサンゴキゼロ、ゴキブリキャップなど）
- 捕獲器（ハエ取り紙、ゴキブリホイホイ、ワイパアゴキブリゾロゾロ、ゴキブリキャッチャーなど。医薬部外品には含まれない）

などのカテゴリに分類できる。
また広義では、これに人体用殺虫剤（医薬品）、人体用忌避剤（一般に虫よけ。医薬部外品ないしは医薬品扱い）なども含まれ小売業界ではこれらを総称する。以上の商品が売れる時期は蚊やハエ、ゴキブリなどの活動が盛んになる、初夏-秋であり気温に比例する。
小売・製造サイドともに、夏場の商材としてこれらは欠かせないものであるが、暖房器具の発達によって、冬場でも家で害虫が活動しているため、ゴキブリやネズミ駆除剤に関しては、年中需要のあるものとなった。
家庭用殺虫剤業界において、最も売り上げの比重が高いものは蚊対策商品であり、以下ゴキブリ用、ダニ用と続く。
日本の市場規模は、
- リキッドタイプの蚊取り器の先駆となった、アースノーマットやごきぶりホイホイなどのヒット商品を持つアース製薬が約40%
- 西日本に強い販路を持ち、蚊取り線香やキンチョールなどロングセラー品を持つ大日本除虫菊（金鳥）が25%
- 電気蚊取器ブランドのベープなどを擁するフマキラーが15%
- 大正製薬の殺虫剤事業からの撤退に伴い、同社からワイパアの商品名引継ぎによって業界に参入した白元および白元グループ（両社とも白元アースに継承しておらず、親会社アース製薬に集約）
- 中外製薬のOTC部門などの一般向け商品事業からの撤退に伴って殺虫剤事業を譲受し加えて、独自商品の開発で市場を確保しつつあるライオン

の5社で、市場の9割以上を寡占している。
その他、零細企業は100以上を数え、蚊取線香の産地として知られる、和歌山県有田市に約30社が集中する。

## その他
- 日本の各殺虫剤メーカーは年に一度実験に使った虫たちの供養を行っている[4]。
- 農業や、樹木の生育管理現場では、農薬のうち明白に消毒用薬剤に該当しない殺虫剤の撒布作業（害虫駆除）等についても「消毒」と総称することがある。本来の「消毒」の意味合いから逸脱した誤用が普及している状態と言える。

### 殺虫剤全般
- PCO薬剤の基礎知識（環境機器株式会社）
- TCO薬剤の基礎知識（環境機器株式会社）
- 『殺虫剤』 - コトバンク

### 主要メーカー
- アース製薬
- 大日本除虫菊（金鳥）
- フマキラー